# Decision or Collision
Desicion or Collision (с англ. — «Решиться или рехнуться») — тридцать первый сингл американской блюз-рок-группы ZZ Top, пятый сингл альбома Recycler, добрался до четырнадцатого места в  Album Rock Chart 1991 года

## О песне
Сингл записывался в 1990 году в ходе работы над альбомом Recycler. На этом альбоме группа представила половинчатое решение между желанием вернуть в творчестве полноценный блюз начала карьеры, но при этом сохранить коммерческий потенциал последних двух альбомов. В результате не получилось ни того, ни другого, но компромисс в той или иной мере удовлетворил как критиков, так и слушателей, причём среди последних как почитателей блюза, так и многочисленных новоиспечённых адептов середины 1980-х.
Desicion or Collision довольно высоко оценивалась обозревателями, по мнению Роберта Кристгау одна из двух «крепких» песен на альбоме . Обозреватель Rolling Stone сказал, что эта песня «…отборный Гиббонс, стучащий рок, написанный с одной лишь целью — быть оправой для серии адских гитарных соло; с точки зрения сочетания композиции и фразировки соло и отполированного звука песни, это лучший Гиббонс когда-либо существовавший».
Сингл был выпущен только в промо-формате, для распространения на радиостанциях.

## Участники записи
- Билли Гиббонс — вокал, гитара
- Дасти Хилл — вокал, бас-гитара
- Фрэнк Бирд — ударные, перкуссия

Технический состав
- Билл Хэм — продюсер